# John Munford Gregory

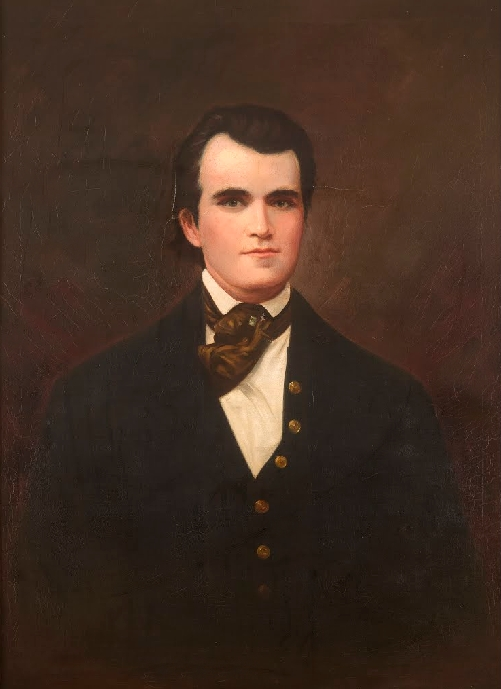
John M. Gregory

John Munford Gregory (* 8. Juli 1804 im Charles City County, Virginia; † 9. April 1884) war ein US-amerikanischer Politiker und von 1842 bis 1843 Gouverneur des Bundesstaates Virginia.

## Frühe Jahre und politischer Aufstieg
John Gregory besuchte bis 1830 das College of William & Mary in Williamsburg. Er wurde Mitglied der Whig Party und saß zwischen 1832 und 1836 sowie von 1839 bis 1841 im Abgeordnetenhaus von Virginia. Dann wechselte er in den Staatssenat.

## Gouverneur von Virginia
Als Präsident dieses Gremiums wurde er Nachfolger des amtierenden Gouverneurs John Rutherfoord. Da inzwischen die Amtszeiten des Gouverneurs von Virginia auf drei Jahre verlängert wurden und der Beginn der Amtszeiten auf Januar festgelegt worden war, konnte er dieses Amt zwischen dem 31. März 1842 und dem 1. Januar 1843 ausüben. Seine beiden Vorgänger John M. Patton und John Rutherfoord waren ebenfalls nur amtierende Gouverneure gewesen. Der letzte offizielle Gouverneur war Thomas Walker Gilmer gewesen, der 1841 wegen seiner Ernennung zum US-Marineminister zurückgetreten war. Gregory war somit nach Gilmer, Patton und Rutherfoord der vierte Gouverneur in einer Legislaturperiode.

## Weiterer Lebenslauf
Zwischen 1853 und 1860 war Gregory Bundesstaatsanwalt für den östlichen Teil von Virginia. Von 1860 bis 1866, also auch während des Bürgerkrieges, war er Richter im sechsten juristischen Bezirk seines Staates. Nach dem Krieg wurde er von den Militärbehörden der Union abgesetzt, weil Virginia Teil der Konföderierten Staaten gewesen war und Gregory selbst auch Sklavenhalter war. Gregory wurde daraufhin als Rechtsanwalt tätig. Später wurde er als Bezirksstaatsanwalt des Charles City County wieder in den Staatsdienst von Virginia übernommen. Dieses Amt übte er bis 1880 aus. Danach zog er sich in den Ruhestand nach Williamsburg zurück. Er starb im Jahr 1884. John Gregory war mit Amanda Wallace verheiratet.